# Frank Weed
Frank Weed (Hudson, 3 agosto 1869 – South Haven, 22 ottobre 1944) è stato un attore statunitense del cinema muto.
La sua carriera cinematografica, iniziata all'inizio degli anni dieci e proseguita fino al 1926, si svolse tutta all'epoca del muto. Girò un'ottantina di film, in gran parte prodotti dalla Selig Polyscope.

## Filmografia
- Jim and Joe, regia di Otis Turner -  cortometraggio (1911)
- The Rose of Old St. Augustine, regia di Otis Turner – cortometraggio (1911)
- Ten Nights in a Bar Room, regia di Francis Boggs – cortometraggio (1911)
- Captain Kate, regia di Francis Boggs e Otis Turner – cortometraggio (1911)
- Dad's Girls, regia di Otis Turner – cortometraggio (1911)
- The Wheels of Justice, regia di Otis Turner – cortometraggio (1911)
- The Two Orphans, regia di Francis Boggs e di Otis Turner – cortometraggio (1911)
- Maud Muller, regia di Otis Turner – cortometraggio (1911)
- How They Stopped the Run on the Bank, regia di Otis Turner – cortometraggio (1911)
- His Better Self, regia di Otis Turner – cortometraggio (1911)
- Lost in the Jungle, regia di Otis Turner – cortometraggio (1911)
- The Inner Mind, regia di Otis Turner – cortometraggio (1911)
- His First Long Trousers, regia di Colin Campbell – cortometraggio (1911)
- Getting Married, regia di Colin Campbell  – cortometraggio (1911)
- The Plumber, regia di Colin Campbell – cortometraggio (1911)
- Brown of Harvard, regia di Colin Campbell – cortometraggio (1911)
- Paid Back, regia di Colin Campbell – cortometraggio (1911)
- Cinderella, regia di Colin Campbell – cortometraggio (1912)
- The Prosecuting Attorney, regia di Colin Campbell – cortometraggio (1912)
- A Safe Proposition, regia di Colin Campbell – cortometraggio (1912)
- The Horseshoe, regia di Otis Thayer – cortometraggio (1912)
- The Hypnotic Detective, regia di Colin Campbell – cortometraggio (1912)
- A Persistent Suitor, regia di Joseph Sullivan – cortometraggio (1912)
- In Little Italy, regia di William V. Mong – cortometraggio (1912)
- The Brotherhood of Man, regia di Frank Beal – cortometraggio (1912)
- Sons of the North Woods, regia di Frank Beal – cortometraggio (1912)
- Driftwood, regia di Otis B. Thayer – cortometraggio (1912)
- When the Heart Rules, regia di Frank Beal – cortometraggio (1912)
- Jack and Jingles, regia di Otis Thayer – cortometraggio (1912)
- The Coming of Columbus, regia di Colin Campbell – cortometraggio (1912)
- According to Law, regia di Otis Thayer – cortometraggio (1912)
- The Vagabonds, regia di Otis Thayer – cortometraggio (1912)
- The Girl with the Lantern, regia di Frank Beal – cortometraggio (1912)
- The Part of Her Life, regia di Richard Garrick – cortometraggio (1912)
- The Mystery of Room 29, regia di Otis B. Thayer – cortometraggio (1912)
- The Cat and the Canary, regia di George L. Cox – cortometraggio (1912)
- Baby Betty, regia di Richard Garrick – cortometraggio (1912)
- On the Trail of the Germs, regia di William V. Mong – cortometraggio (1912)
- The Miller of Burgundy, regia di Oscar Eagle – cortometraggio (1912)
- An Unexpected Fortune, regia di Otis Thayer – cortometraggio (1912)
- The Girl at the Cupola, regia di Oscar Eagle – cortometraggio (1912)
- An International Romance, regia di George L. Cox – cortometraggio (1912)
- Where Love Is, There God Is Also, regia di Oscar Eagle – cortometraggio (1912)
- The Awakening, regia di Hobart Bosworth e Hardee Kirkland – cortometraggio (1912)
- A Freight Train Drama, regia di Francis Boggs – cortometraggio (1912)
- A Near-Sighted Cupid, regia di Charles H. France – cortometraggio (1912)
- The Man Who Might Have Been, regia di Oscar Eagle – cortometraggio (1913)
- The Lesson, regia di Oscar Eagle – cortometraggio (1913)
- The Understudy, regia di Lorimer Johnston – cortometraggio (1913)
- Love in the Ghetto, regia di Oscar Eagle – cortometraggio (1913)
- The Midnight Bell, regia di Charles H. France – cortometraggio (1913)
- The Post-Impressionists, regia di Hardee Kirkland – cortometraggio (1913)
- The Stolen Face, regia di Oscar Eagle – cortometraggio (1913)
- The Coast of Chance, regia di Oscar Eagle – cortometraggio (1913)
- The Water Rat, regia di Oscar Eagle – cortometraggio (1913)
- The Man in the Street, regia di Oscar Eagle – cortometraggio (1913)
- The Jeweled Slippers, regia di Oscar Eagle – cortometraggio (1913)
- The Wheels of Fate, regia di Oscar Eagle – cortometraggio (1913)
- Tobias Wants Out, regia di Oscar Eagle – cortometraggio (1913)
- The Invisible Government, regia di Oscar Eagle – cortometraggio (1913)
- The Conscience Fund, regia di Francis J. Grandon – cortometraggio (1913)
- Life for Life, regia di Oscar Eagle – cortometraggio (1913)
- The Conversion of Mr. Anti, regia di Willard Newell – cortometraggio (1913)
- Miss 'Arabian Nights', regia di Oscar Eagle – cortometraggio (1913)
- A Modern Vendetta, regia di Oscar Eagle – cortometraggio (1914)
- In Spite of the Evidence, regia di Walter C. Bellows – cortometraggio (1914)
- Little Miss Bountiful, regia di Walter C. Bellows – cortometraggio (1914)
- A Knight of Trouble, regia di Harry Jackson – cortometraggio (1914)
- Making Good with Her Family, regia di Harry Jackson – cortometraggio (1914)
- An Egyptian Princess, regia di Walter C. Bellows (come Walter Clark Bellows) – cortometraggio (1914)
- A Texas Steer, regia di Giles Warren (1915)
- The Crisis, regia di Colin Campbell (1916)
- The Princess of Patches, regia di Alfred E. Green (1917)
- Tin Pan Alley, regia di Frank Beal (1919)
- Tre dollari d'oro (3 Gold Coins), regia di Clifford Smith (1920)
- The Tiger's Coat, regia di Roy Clements (1920)
- Fighting Fate, regia di William Duncan (1921)
- Second Hand Love, regia di William A. Wellman (1923)
- When Husbands Flirt, regia di William A. Wellman (1925)
- Sunshine of Paradise Alley, regia di Jack Nelson (1926)
- The Crisis, regia di Colin Campbell (1916)